# Trần Nghệ Tông
Trần Nghệ Tông (chữ Hán: 陳藝宗) (20 tháng 12 năm 1321 – 6 tháng 1 năm 1395), tên húy là Cung Định Vương Trần Phủ (陳暊) hoặc Trần Thúc Minh (陳叔明), xưng hiệu Nghệ Hoàng (藝皇), tôn hiệu Thể khiên kiến cực thuần hiếu hoàng đế (體天建極純孝皇帝), là vị hoàng đế thứ 9 của nhà Trần nước Đại Việt. Ông giữ ngôi gần 2 năm (1370–1372), ở ngôi Thái thượng hoàng hơn 20 năm (1372–1394). Do trọng dụng ngoại thích Hồ Quý Ly, ông đã tạo cho Quý Ly cơ hội phát triển thế lực tiến đến giành ngôi nhà Trần sau khi ông qua đời.

## Thân thế
Trần Nghệ Tông có tên thật là Trần Phủ (陳暊) hoặc Trần Thúc Minh (陳叔明), sinh tháng 12, mùa đông năm Tân Dậu (1321), là con trai thứ ba của Trần Minh Tông, mẹ là Minh Từ Hoàng thái phi Lê thị, là em gái cùng mẹ với Hiến Từ Tuyên Thánh Hoàng hậu Trần thị và là cô ruột của Lê Quý Ly. Ông là em của Trần Hiến Tông và là anh của Trần Dụ Tông, Trần Duệ Tông.
Năm 1329, vua Trần Minh Tông nhường ngôi cho Thái tử Trần Vượng, tức vua Trần Hiến Tông. Hiến Tông tôn vua cha làm Thái thượng hoàng. Sử chép năm 1332, Hoàng tử Phủ 11 tuổi theo hầu Thượng hoàng tại cung Trùng Quang, phủ Thiên Trường. Hôm ấy trời mưa rất to, Trần Phủ chế tác một bài thơ:
"An đắc tráng sĩ lực cái thế,
Khả ngự đại ốc chi đồi phong."
Dịch nghĩa là:
"Sao được tráng sĩ sức hơn đời,
"Chống đỡ nhà to khi gió mạnh."
Nghe xong, Thượng hoàng ban thưởng Phủ 10 lạng vàng.
Năm 1338, vua Hiến Tông phong Trần Phủ chức Phiêu kỵ Thượng tướng quân (驃騎上將軍), trấn thủ trấn Tuyên Quang.
Năm 1341, Trần Hiến Tông mất. Thượng hoàng lập con thứ 10 là Trần Hạo lên thay tức vua Trần Dụ Tông. Năm 1353, Dụ Tông phong anh là Trần Phủ làm Hữu Tướng quốc (右相國).
Năm 1367, vua Trần Dụ Tông phong Trần Phủ chức Tả Tướng quốc (左相國), gia phong làm Cung Định Đại vương (恭定大王). Trong sách Nam Ông mộng lục ra đời năm 1442, quan nhà Minh gốc Việt là Hồ Nguyên Trừng có khen ngợi đức độ của Cung Định vương trong thời gian phò tá vua cha Trần Minh Tông cùng các anh, em là Trần Hiến Tông, Trần Dụ Tông. Trong sách này Hồ Nguyên Trừng đứng từ góc nhìn của Trung Quốc nên gọi Minh Tông là "Minh Vương", Dụ Tông là "Dụ Vương":
"Cung Định Vương trung tín thành thực, thờ vua thờ cha, chu đáo đến từng chân tơ sợi tóc, không ai chê trách. Giao tiếp không thân không sơ; chính sự không chê không khen. Minh Vương qua đời, để tang ba năm, mắt không ráo lệ, trừ phục, quần áo không màu mè, ăn uống không cầu ngon; quả muỗm cá heo là trân vị phương Nam, từ đấy tuyệt nhiên không tới miệng. Thờ Dụ Vương hơn mười năm."

## Khôi phục nhà Trần
Năm 1369, vua em Trần Dụ Tông mất ở tuổi 33. Khi ấy vua nhà Minh (Trung Quốc) là Chu Nguyên Chương sai Ngưu Lượng (牛諒 – Niu Liang) và Trương Dĩ Ninh (張以寧 – Zhang Yi-ning) đến Đại Việt để trao ấn bạc mạ vàng có khắc hình lạc đà. Đoàn sứ nhà Minh tới Đại Việt khoảng tháng 11 năm 1369 thì hay tin Dụ Tông đã chết nên hoãn việc phong vương. Trương Dĩ Ninh sau đó bị bệnh mất, còn Ngưu Lượng thì khi trở về Trung Quốc, Hữu Tướng quốc Cung Định Đại vương Trần Phủ có ngâm bài thơ tiễn khách như sau:
An Nam Tể tướng bất năng thi,
 Không bá trà âu tống khách quỳ.
Viên tản sơn thanh, Lô thủy bích,
Tùy phong trực nhập ngũ vân phi.
Dịch nghĩa:
An Nam Tể tướng chẳng thơ hay,
Chỉ có bình trà tiễn khách đây.
Viên tản non xanh, Lô nước biếc,
Xin bay theo gió tới năm mây.
Nghe vậy, sứ Minh xét đoán Cung Định Đại vương có số làm vua, sau quả nhiên như vậy.
Dụ Tông chết, không có con nối, các quan bàn nhau rằng: "Cung Định vương Phủ là người rất hiền, nhưng anh không lẽ lại kế tự em". Cuối cùng mẹ ruột Dụ Tông là Hiến Từ Hoàng thái hậu đứng ra chọn người kế vị; bà chọn con trai người con lớn của bà là Cung Túc vương Trần Nguyên Dục, tên là Trần Nhật Lễ. Theo sử sách, Nhật Lễ vốn không phải là tông thất nhà Trần mà mẹ Lễ là đào hát, vợ của kép hát Dương Khương. Thị đã mang thai Lễ trước khi làm thiếp của Cung Túc vương.
Ngày 15 tháng 6 năm ấy, Trần Nhật Lễ lên ngôi, đặt niên hiệu là Đại Định (大定), phong Cung Định Đại vương Trần Phủ làm Thái sư.
Tháng 11 năm ấy, sau 5 tháng lên ngôi, Trần Nhật Lễ giết Hiến Từ Thái hoàng thái hậu trong cung vì lộ ra việc Nhật Lễ là con của kép hát, khiến Thái hoàng thái hậu thất vọng; Nhật Lễ sợ Thái hoàng thái hậu ra chỉ phế truất mình nên quyết định giết Thái hậu trong cung. Sau đấy, Nhật Lễ chỉ rong chơi hưởng thụ, muốn đổi lại họ là họ Dương. Người tông thất và các quan đều thất vọng, bất bình, tìm mọi cách để lật đổ ngôi vua.
Đêm ngày 20 tháng 9 năm 1370, các tông thất là cha con Thái tể Trần Nguyên Trác, Trần Nguyên Tiết và hai người con của Thiên Ninh Công chúa đem người tông thất vào thành định giết Nhật Lễ. Nhật Lễ trèo qua tường, nấp dưới cầu mới. Mọi người lùng không thấy, giải tán ra về. Khi trời sắp sáng, Nhật Lễ vào cung, chia người đi bắt Nguyên Trác cùng 17 người chủ mưu và đều bị hại.
Tháng 10 âm lịch năm 1370, Thái sư Trần Phủ vì có con gái làm Hoàng hậu của Nhật Lễ, sợ vạ lây đến mình nên tránh ra trấn Đà Giang (tức Gia Hưng), ngầm hẹn với các em là Cung Tuyên vương Kính, Chương Túc quốc thượng hầu Trần Nguyên Đán, Thiên Ninh Trưởng công chúa hội ở sông Đại Lại, phủ Thanh Hóa để dấy quân. Cung Tuyên vương giúp ông đảm nhận việc sắm sửa mọi vũ khí, trang bị quân đội.
Khi ấy, Nhật Lễ chuyên dùng Thiếu úy Trần Ngô Lang mà không biết Ngô Lang đồng mưu với Cung Định Đại vương. Mỗi khi sai quân tướng đi đánh bắt, Ngô Lang đều bí mật bảo họ theo Cung Định Đại vương đừng về nữa. Rất nhiều lần sai các quân Nam, Bắc đi đánh, đều không một ai trở về. Do đó quân của Trần Phủ, Trần Kính mạnh thêm.
Trước kia, Cung Định Đại vương Phủ vốn không muốn tranh giành, nên chẳng hề suy nghĩ đến chuyện lên ngôi đại thống, khiến Thiên Ninh Công chúa phải khuyên ông: "Thiên hạ là thiên hạ của tổ tông mình, sao lại vứt bỏ nước cho kẻ khác ? Anh phải đi đi, em sẽ đem bọn gia nô dẹp nó cho!" Ông bèn ngâm một bài thơ ban cho Cung Tuyên vương Kính trước khi ông phải lên đường. Bài thơ có nội dung như sau:
Vị cực sàm thâm tiện khứ quan,
Trắc thân độ lĩnh nhập sơn man.
Thất lăng hồi thủ thiên hàng lệ,
Vạn lý môn tâm lưỡng mấn ban.
Khử Võ đồ tồn Đường xã tắc,
An Lưu phục đổ Hán y quan.
Minh Tông sự nghiệp quân tu ký,
Khôi phục Thần Kinh chỉ nhất hoàn.
Đại Việt Sử ký Toàn thư dịch là:
Ngôi cả gièm nhiều mới bỏ quan,
Né thân, vượt núi, tới sơn man.
Bảy lăng ngoảnh lại châu tuôn chảy,
Muôn dặm đau lòng, tóc bạc lan.
Diệt Vũ, giữ gìn Đường xã tắc,
Phò Lưu lại thấy Hán y quan.
Minh Tông sự nghiệp em nên nhớ,
Thu phục thần kinh sắp khải hoàn.
Người đương thời đánh giá bài thơ này như một câu sấm.
Vào tháng 11 cùng năm, tất cả anh em Cung Định Đại vương Phủ, Cung Tuyên vương Kính cùng với Thiên Ninh Công chúa dẫn quân về Kinh thành. Vào ngày 13 tháng 11, Cung Định Đại vương tới phủ Kiến Hưng, trước còn gọi là phủ Hiển Khánh, và đánh vào Hoàng cung. Dương Nhật Lễ bị phế bỏ, giáng xuống làm Hôn Đức công (昏德公).

## Quốc chủ Đại Việt
Vào ngày 15 tháng 12 năm 1370, Cung Định vương lên ngôi đại thống khi đã 50 tuổi, sử gọi là Trần Nghệ Tông. Ông đặt niên hiệu mới là Thiệu Khánh (紹慶), đại xá thiên hạ. Nghệ Tông còn xưng làm Nghĩa Hoàng (義皇).

### Trọng dụng ngoại thích
Dương Nhật Lễ bị phế, lại lừa giết Trần Ngô Lang, vì vậy Trần Nghệ Tông xuống lệnh cho quan quân đánh chết Nhật Lễ cùng với người con của y tên là Liễu. Sau đó, xác họ được đem đi chôn ở núi Đại Mông.
Sau khi lên ngôi, thấy chính sự thời Dụ Tông suy sụp, Nghệ Tông muốn khôi phục nề nếp công việc đều theo lệ cũ đời Minh Tông. Ông nói:
"Triều trước dựng nước, có luật pháp, chế độ riêng, không theo qui chế của nhà Tống, là vì Nam Bắc, nước nào làm chủ nước đó, không phải bắt chước nhau. Khoảng năm Đại Trị, bọn học trò mặt trắng được dùng, không hiểu ý nghĩa sâu xa của việc lập pháp, đem phép cũ của tổ tông đổi theo tục phương Bắc cả, như về y phục, âm nhạc... thật không kể xiết."
Nghệ Tông đã cử Nguyễn Nhiên làm Hành khiển, rồi lại còn thăng cho làm Tả tham ty chính sự vì Nguyễn Nhiên có công can gián ông trong lúc làm chính biến. Nguyễn Nhiên vốn là người thiếu hiểu biết về chữ nghĩa, do đó khi khai phê giấy tờ thì Nghệ Tông thường ra lệnh cho người vẽ lại các nét chữ để Nguyễn Nhiên xem. Theo lời nhận định của sử thần Ngô Sĩ Liên trong Đại Việt Sử Ký Toàn thư:
| “             | Báo cho vua tai nạn là ơn riêng, ban tước cho người tai nạn giữa triều là việc công. Vua nhớ ơn của Nguyễn Nhiên, đền đáp bằng vàng, lụa thì được, cho làm Hành khiển là chức quan trọng thì không được. Chức Hành khiển đời bấy giờ cũng như "lục khanh" đời Chu, là các quan chức điều hành chính sự của đất nước, mà lại để cho người không biết chữ làm, thì không phải là lựa chọn vì việc công vậy. | ” |
| — Ngô Sĩ Liên | |   |

Năm 1371, Nghệ Tông lấy người họ ngoại là Lê Quý Ly (tức Hồ Quý Ly) làm Khu mật viện đại sứ. Quý Ly vốn có hai bà cô đều là phi tần của Minh Tông Hoàng đế, là Minh Từ Quý phi mẹ của Nghệ Tông và Đôn Từ Quý phi sinh ra Duệ Tông, vì vậy Nghệ Tông từ khi mới lên ngôi rất tín nhiệm Quý Ly. Sau đó Nghệ Tông lại đem em gái mới góa chồng là Huy Ninh công chúa gả cho Quý Ly.
Noi gương đời trước của nhà Trần, thường giữ chế độ Hoàng đế và Thái thượng hoàng cùng trị nước, Nghệ Tông Hoàng đế cũng quyết định chuẩn bị nhường ngôi, và người được chọn là em trai ông, Cung Tuyên vương Trần Kính. Tháng 4 năm Tân Hợi (1371), Nghệ Tông lập Cung Tuyên vương làm Hoàng thái đệ, chính thức giữ ngôi vị Trữ quân.
Năm Thiệu Khánh thứ 3 (1372), ngày 9 tháng 11 âm lịch (tức ngày 4 tháng 12 dương lịch), Nghệ Tông Hoàng đế nhường ngôi cho Hoàng thái đệ và lên làm Thái thượng hoàng. Hoàng thái đệ lên ngôi tức là Trần Duệ Tông, theo thông lệ thì Nghệ Tông Thái thượng hoàng vẫn nắm giữ đại quyền. Nghệ Tông tại vị Thái thượng hoàng với tôn hiệu Quang Hóa Anh Triết Thái thượng hoàng đế (光華英哲太上皇帝).
Đây là trường hợp độc nhất vô nhị trong lịch sử Việt Nam, khi quan hệ giữa Hoàng đế và Thái thượng hoàng chỉ là quan hệ anh em, trong khi theo lẽ thường Thái thượng hoàng là cha của Hoàng đế.

### Họa Chiêm Thành
Từ thời Nghệ Tông còn tại vị, Chiêm Thành đã mang quân cướp phá theo lời cầu cứu của mẹ Dương Nhật Lễ. Nghệ Tông không chống nổi, phải bỏ chạy về Đông Ngàn. Quân Chiêm chiếm được kinh thành Thăng Long, đốt phá Hoàng cung, đã thế còn bắt bớ phụ nữ, sau đó mới thu quân về nước.
Sau khi nhường ngôi cho Duệ Tông, Thượng hoàng Nghệ Tông phó thác việc đánh Chiêm cho tân đế. Năm 1376, Duệ Tông hăng hái đi đánh Chiêm, nhưng vì chủ quan, bị mắc mưu chúa Chiêm là Chế Bồng Nga nên bị tử trận ở thành Đồ Bàn. Ngự Câu vương Trần Húc, con ruột Nghệ Tông, đã ra đầu hàng Chiêm Thành.
Nghệ Tông lập con của Duệ Tông là Trần Hiện lên ngôi, tức là Trần Phế đế, còn gọi là Xương Phù đế (昌符帝). Phế đế ít tuổi nên mọi việc vẫn do Thượng hoàng Nghệ Tông quyết định.
Ngày 5 tháng 5 năm 1378, người Chiêm đưa Ngự Câu vương Trần Húc (đã đầu hàng Chiêm) đến cướp phủ Nghệ An. Tháng 6 âm lịch, quân Chiêm đánh vào sông Đại Hoàng. Hành khiển Đỗ Tử Bình được sai đi chống giữ, bị thua trận, quân Chiêm liền đánh vào kinh sư, bắt người cướp của rồi rút về. Kho tàng bị quân Chiêm cướp sạch.
Thượng hoàng Nghệ Tông theo kế của Đỗ Tử Bình, bắt chước phép đánh thuế dung của nhà Đường, thuế má lại nặng thêm. Hồi đầu đời nhà Trần, dẫu có thuế đinh nhưng chỉ người có ruộng mới phải đóng. Đến đây, không cứ có ruộng hay không, đều phải đóng cả, chỉ binh lính mới được miễn.
Tháng 2 năm 1380, người Chiêm xúi giục người Tân Bình, Thuận Hóa ra cướp Nghệ An, Diễn Châu, cướp của bắt người. Tháng 3 âm lịch, Chiêm Thành lại cướp Thanh Hóa. Thượng hoàng Nghệ Tông sai Lê Quý Ly chỉ huy quân thủy, Đỗ Tử Bình chỉ huy quân bộ đi chống giữ. Tới tháng 5 âm lịch, quân Chiêm không đánh được phải rút lui. Năm 1381, Ngự Câu vương Trần Húc bị vua Trần Phế Đế dụ hàng rồi giết. Đây là một trong những nguyên nhân mà sau này Nghệ Tông phế vua Trần Phế Đế.
Tháng 6 năm 1383, chúa Chiêm Thành là Chế Bồng Nga dẫn quân đánh Đại Việt. Kinh sư kinh động. Thượng hoàng sai Lê Mật Ôn đem quân đi chống giữ. Mật Ôn bị giặc bắt sống. Thượng hoàng Nghệ Tông chạy qua sông Đông Ngàn để lánh giặc. Khi ấy có người học trò là Nguyễn Mộng Hoa để cả áo mũ lội xuống nước kéo thuyền ngự lại, xin Nghệ Tông ở lại đánh giặc, nhưng ông không nghe. Quân Chiêm lại cướp phá một trận nữa.
Tháng 10 năm 1389, Chế Bồng Nga lại đánh lên Thanh Hóa. Nghệ Tông lại sai Quý Ly đi chống cự, bị quân Chiêm đánh thua to. Quý Ly để tỳ tướng Phạm Khả Vĩnh và Nguyễn Đa Phương ở lại cầm cự với giặc, còn mình thì trốn về. Ngoài mặt trận nguy cấp, Nghệ Tông sai Thượng tướng quân Trần Khát Chân ra cứu.
Năm 1390, Trần Khát Chân nhờ hàng tướng Chiêm là Ba Lậu Kê chỉ cho chỗ thuyền của Chế Bồng Nga, tập trung hỏa pháo mà bắn. Chế Bồng Nga trúng đạn chết. Họa Chiêm Thành xâm lấn mới tạm chấm dứt. Quân Đại Việt thừa thắng liền cắt lấy đầu Chế Bồng Nga. Khi nhận được thủ cấp của chúa Chiêm, Thượng hoàng Nghệ Tông ví von mình như Lưu Bang lúc nhận được thủ cấp của Hạng Vũ.

### Đối ngoại với nhà Minh
Khi Chu Nguyên Chương mới lên ngôi, lập ra nhà Minh, Trần Dụ Tông là vị vua đầu tiên sai sứ sang cầu phong. Nhật Lễ sau đó cũng được nhà Minh thừa nhận. Tháng 3 năm 1372, sứ nhà Trần là Nguyễn Nhữ Lâm (阮汝霖) tới triều đình nhà Minh xin cầu phong. Tuy nhiên, nhà Minh cho rằng Thúc Minh (tức Nghệ Tông) cướp ngôi Nhật Lễ nên không đồng ý nhận phong. Sang năm 1373 nhà Minh mới đồng ý nhận phong với điều kiện Nghệ Tông tiếp tục dùng ấn triện của Nhật Lễ. Tới khi Nghệ Tông qua đời, nhà Minh vẫn có thái độ không hài lòng với việc ông đoạt ngôi Nhật Lễ.

### Dung túng quyền thần

#### Đỗ Tử Bình
Đỗ Tử Bình là gian thần gây ra cái chết của Duệ Tông hoàng đế. Khi trước Chế Bồng Nga đã dâng vàng xin tạ tội nhà Trần, Bình giấu đi làm của riêng, lại tâu bậy rằng chúa Chiêm kiêu ngạo khiến Duệ Tông phải thân chinh. Khi Duệ Tông bị hãm ở thành Đồ Bàn, Bình đi hậu quân không đến cứu ứng, Lê Quý Ly cũng bỏ chạy luôn.
Duệ Tông tử trận, Thượng hoàng Nghệ Tông không hề trách cứ Quý Ly, chỉ sai mang xe tù nhốt Tử Bình mang về, đồ làm lính. Tuy nhiên chỉ 1 năm sau lại phục chức cho Bình làm Hành khiển, sai cùng Quý Ly đi chống Chiêm.
Rồi sau đó Bình còn được cất nhắc làm Nhập nội Hành khiển Tả Tham tri chính sự, lĩnh chức Kinh lược sứ Lạng Giang. Năm 1382, Bình chết, lại được truy tặng là Thiếu bảo và được tòng tự ở Văn Miếu.

#### Lê Quý Ly
Lê Quý Ly nhiều lần chống Chiêm bại trận vẫn được trọng dụng. Xương Phù đế thấy quyền bính của Quý Ly ngày một lớn, mưu trừ bỏ Quý Ly. Quý Ly bèn gièm với Nghệ Tông rằng không nên bỏ con mà lập cháu. Vì vậy, năm 1388, Thượng hoàng Nghệ Tông phế truất và giết Xương Phù đế, lập con nhỏ của mình là Trần Ngung lên ngôi, tức là Trần Thuận Tông.
Một người con lớn của Nghệ Tông là Trang Định vương Trần Ngạc làm chức Thái úy cũng cùng các tướng dưới quyền mưu trừ Quý Ly nhưng bị lộ và bị Thượng hoàng Nghệ Tông sai Nguyễn Nhân Liệt đến hỏi tội. Quý Ly đút lót nói Nhân Liệt đánh chết Trang Định vương và về tâu với Thượng hoàng Trang Định vương làm phản. Thượng hoàng giận mà truất làm Mẫn vương. Về sau, Thượng hoàng tỉnh ngộ, truy hỏi ai đã đánh chết Mẫn vương, Nhân Liệt sợ quá thắt cổ chết.
Tháng 10, năm 1389, Chiêm Thành vào cướp Thanh Hóa. Lê Quý Ly đi đánh chống giữ. Giặc đắp ngăn thượng lưu sông, quan quân đóng cọc dày đặc để chống cự. Ngày 20, giặc phục sẵn quân và voi, rồi giả vờ bỏ doanh trại rút về. Quý Ly lựa lấy quân tinh nhuệ, dũng cảm, làm quân cảm tử, truy kích giặc. Thủy quân mở hàng cọc xông ra đánh, giặc liền phá đập chắn nước, tung voi trận xông ra. Lúc ấy, quân tinh nhuệ dũng cảm đã đi xa rồi, quân thủy khó tiến ngược dòng, tiến lên rất khó khăn, vì thế bị thua. Tướng chỉ huy quân Hữu Thánh Dực là Nguyễn Chí bị giặc bắt sống, 70 tướng còn lại đều bị chết trận.
Lê Quý Ly thấy vậy, giao quân cho tỳ tướng là Phạm Khả Vĩnh, Nguyễn Đa Phương ở lại cầm cự với giặc, còn mình thì trốn về. Quý Ly về đến triều đình, xin phái thêm thuyền chiến Châu Kiều nhưng Thượng hoàng không cho, Quý Ly do vậy xin thôi nắm quyền cầm quân, không đi đánh nữa. Sau trận đó Nguyễn Đa Phương trở về, công khai chê Lê Quý Ly là bất tài. Quý Ly căm tức, nói với Thượng hoàng rằng trận thua này là do nghe lời Đa Phương. Nghệ Tông bèn cách chức Phương. Quý Ly lại bảo Thượng hoàng nên giết Phương vì sợ Phương đi hàng giặc. Thượng hoàng bèn ép Phương tự vẫn.
Tháng 2, năm 1392, tôn thất Trần Nhật Chương mưu giết Quý Ly, nhưng Thượng hoàng cho là Nhật Chương có lòng khác, bèn giết Nhật Chương. Quyền hành của Quý Ly quá lớn, nhiều người lo lắng cho cơ nghiệp nhà Trần. Tháng 4 cùng năm, Bùi Mộng Hoa dâng thư lên Thượng hoàng Nghệ Tông, đại ý nói: 
Thần nghe trẻ con có câu hát rằng: "Thâm hiểm thay Thái sư họ Lê". Xem thế, Lê Quý Ly nhất định có ý dòm ngó ngôi báu.
Thượng hoàng xem tờ tâu rồi, lại đưa cho Quý Ly xem. Sau này Quý Ly chuyên chính, Mộng Hoa phải ẩn lánh không ra nữa.
Năm 1394, mùa xuân, Thượng hoàng tuổi cao sức yếu, biết Lê Quý Ly có ý lấy ngôi nhà Trần, nên sai thợ vẽ tranh những đại thần nêu tấm gương phò quân vương lúc còn nhỏ mà không mang lòng dạ cướp ngôi của đời trước, như Chu Công giúp Chu Thành Vương, Hoắc Quang giúp Hán Chiêu Đế, Gia Cát Lượng giúp Thục Hán Hậu chúa, Tô Hiến Thành giúp Lý Cao Tông, gọi là tranh Tứ phụ, ban cho Lê Quý Ly, để giúp Thuận Tông Hoàng đế cũng nên như thế. Quý Ly dập đầu nhận lấy.
Tới khi Thượng hoàng bệnh nặng, lại theo lối Lưu Bị thử lòng Gia Cát Lượng, nói với Quý Ly rằng:
"Bình chương là họ thân thích nhà vua, mọi việc nước nhà đều trao cho khanh cả. Nay thế nước suy yếu, trẫm thì già nua. Sau khi trẫm chết, quan gia nếu giúp được thì giúp, nếu hèn kém ngu muội thì khanh cứ tự nhận lấy ngôi vua".
Quý Ly cũng làm hệt như Gia Cát Lượng, rập đầu khóc lóc từ tạ, chỉ trời vạch đất thề rằng:
"Nếu thần không biết dốc lòng trung, hết sức giúp Quan gia để truyền đến con cháu về sau thì trời sẽ ghét bỏ thần".

## Mộng thấy Duệ Tông
Theo Đại Việt sử ký toàn thư, tháng 3 năm 1394, Thượng hoàng chiêm bao thấy Trần Duệ Tông đem quân đến và đọc bài thơ như sau:
Trung gian duy hữu xích chủy hầu,
Ân cần tiếm thượng bạch kê lâu.
Khẩu vương dĩ định hưng vong sự,
Bất tại tiền đầu tại hậu đầu.
Dịch là:
Ở giữa chỉ có loài mỏ đỏ,
Lăm le lấn lên lầu gà trắng.
Khẩu vương đã định việc hưng vong,
Không ở trước mà ở về sau.
Thượng hoàng tự mình chiết tự đoán là: "xích chủy" (miệng đỏ) ám chỉ Quý Ly; "bạch kê" (gà trắng) là Nghệ Tông vì ông tuổi Tân Dậu (1321); "khẩu vương" thì chữ khẩu (口) và chữ vương (王) ghép lại là chữ "quốc" (囯); việc nước còn hay mất sau sẽ thấy. Nghệ Tông tự đoán biết ngày sau mình qua đời nhà Trần sẽ mất nước.

## Qua đời
Ngày 15 tháng 12 âm lịch (tức ngày 6 tháng 1 dương lịch) năm Ất Hợi (1394 âm lịch/1395 dương lịch), vua - Thái thượng hoàng Trần Nghệ Tông qua Đời tại tẩm điện, thọ 73 tuổi, được táng vào Nguyên lăng ở Yên Sinh. Ông được dâng miếu hiệu là Nghệ Tông (藝宗), thụy hiệu là Quang Nhiên Anh Triết Hoàng Đế (光堯英哲皇帝). Nghệ Tông Hoàng đế tại vị trong gần 2 năm, làm Thái thượng hoàng trong gần 25 năm.
Sáu năm sau, Lê Quý Ly giết Trần Thuận Tông và phế Trần Thiếu Đế, cướp ngôi nhà Trần, lập ra nhà Hồ.

## Tác phẩm
Trần Nghệ Tông hay thơ từ nhỏ. Sáng tác của ông có:
- Hoàng huấn (Giáo huấn của hoàng gia): gồm 14 chương để dạy Cung Tuyên vương Trần Kính (Duệ Tông Hoàng đế) khi được lập làm Hoàng thái đệ.
- Đế châm (Bài châm của người làm Hoàng đế): gồm 150 câu ban cho Duệ Tông Hoàng đế khi mới lên ngôi.
- Bảo Hòa điện dư bút (Viết lúc rãnh rỗi ở điện Bảo Hòa): viết năm Quý Hợi (1388), sai Trạng nguyên Đào Sư Tích đề tựa, để dạy Trần Phế Đế.
- Trần Nghệ Tông thi tập.

Tuy nhiên cả bốn tác phẩm trên đều đã mất, hiện chỉ còn 5 bài thơ chép trong Việt âm thi tập. Nhìn chung, thơ ông trong sáng, gợi cảm; tứ thơ tha thiết nhưng đượm buồn, phản ánh tình cảm đối với anh em bè bạn, với cơ nghiệp tổ tiên để lại, đồng thời cũng phản ánh tâm trạng bất lực trước thời cuộc.

## Nhận định
Trong sách Đại Việt Sử ký Toàn thư, Ngô Sĩ Liên nhận định về Trần Nghệ Tông như sau:
| “ | Nghệ Tông tính trời hòa nhã, giữ lòng kính cẩn, lo sợ. Nhưng uy vũ không đủ để đánh lui giặc ngoài, sáng suốt không đủ để phân biệt lời gièm, có một [Trần] Nguyên Đán mà không biết dùng, lại giao việc nước cho người họ ngoại, khiến xã tắc nhà Trần đi đến sụp đổ, thực là "đằng trước có kẻ siểm nịnh mà không thấy, đàng sau có giặc cướp mà không hay". | ” |

Sách "Đại Việt Sử ký Toàn thư" cũng có lời bàn về vua Trần Nghệ Tông:
| “ | Vua dẹp yên được tai nạn bên trong, khôi phục được cơ đồ to lớn. Công nghiệp lớn lao, sáng lòa vũ trụ. Song cung kính kiệm ước thì có thừa mà cương nghị, quyết đoán lại không đủ, bên ngoài thì quân giặc xâm phạm kinh kỳ, bên trong thì gian thần ngấp nghé ngôi báu. Xã tắc suy mòn, rồi đến diệt vong. | ” |

Trần Trọng Kim phê phán Nghệ Tông trong Việt Nam sử lược:
| “                | Cơ nghiệp nhà Trần xiêu đổ là tại vua (Dụ Tông và) Nghệ Tông... Nghệ Tông thì không biết phân biệt hiền gian để kẻ quyền thần được thế làm loạn, thành ra tự mình nối giáo cho giặc, tự mình làm hại nhà mình vậy. | ” |
| — Trần Trọng Kim | |   |

Nghệ Tông vốn tin tưởng và gửi gắm cơ nghiệp vào Duệ Tông mạnh mẽ, vậy mà khi Duệ Tông chết, những kẻ có trách nhiệm trực tiếp, trong đó có Quy Ly, lại không hề hấn gì. Đáng ngạc nhiên hơn, chính Quý Ly bất tài chống giặc lại được thay thế vai trò rường cột của Duệ Tông trong triều. Nghệ Tông từng thương Duệ Tông đến mức khi em chết bèn lập cháu lên thay; nhưng sau chỉ vì lời xúi bẩy của Quý Ly mà giết cả cháu; hẳn khi đó trong lòng Nghệ Tông không còn tưởng nhớ em trai của mình nữa.
Những Hoàng đế vì ham sắc đẹp, yêu thương phi tần mà phế bỏ hoặc giết con lớn trong lịch sử không hiếm và hành động đó không có gì khó hiểu. Lê Quý Ly có thể gièm pha để giết tướng Nguyễn Đa Phương vì đố kỵ ganh ghét cũng không có gì là khó hiểu. Nhưng khi Nghệ Tông tin theo lời một đại thần họ ngoại mà giết tông thất, giết cháu ruột rồi giết cả con ruột thì lòng tin đã đến mức u mê.
Nhiều việc làm của Nghệ Tông không khác gì dọn đường cho Quý Ly cướp ngôi con cháu mình. Trần Nghệ Tông, vị quân chủ vừa có công khôi phục nhà Trần từ tay Dương Nhật Lễ trên danh nghĩa, lại vừa có tội làm mất nhà Trần trên thực tế.

## Gia đình
- Hậu phi:
  - Huệ Ý Phu nhân (惠懿夫人 ?-1370), truy phong là Thục Đức Hoàng hậu (淑德皇后).
- Hậu duệ:

1. Ngự Câu vương Trần Húc (? - 1381), còn gọi là Quan phục hầu Đại vương Húc. Được cưới công chúa Tuyên Huy, sau cùng Duệ Tông đi đánh Chiêm Thành, bị thua rồi hàng. Bị Trần Phế Đế dụ hàng rồi giết.[7]
2. Trang Định vương Trần Ngạc (莊定王陳𩖃 ? - 1392, bị giáng làm Mẫn vương và bị Hồ Quý Ly sai Nguyễn Nhân Liệt giết. Sau khi Hồ Quý Ly lên ngôi, giáng Ngạc làm Liệt hiệu phán hầu. Con là Trùng Quang Đế nhà Hậu Trần.
3. Trần Ngỗi (陳頠), tức Giản Định đế (簡定帝).
4. Trần Ngung (陳顒), tức Thuận Tông Nguyên Quân Hoàng đế (順宗元君皇帝).
5. Thiên Huy Công chúa Trần Thục Mỹ, hoàng hậu của Trần Phế Đế. Tháng 10 năm 1393, do thông dâm với phủ quân ty Trần Nguyên Uyên, Trần Nghệ Tông tức giận lại gả cho Thái bảo Trần Nguyên Hãng (con Cung Tín vương Trần Thiên Trạch, em trai (hoặc anh trai) của Trần Nguyên Uyên).
6. Một con gái nữa là hoàng hậu của Trần Nhật Lễ.
7. Quan phục hầu Đại vương Trần Húc, đi theo Duệ Tông nam chinh năm 1377 nhưng đầu hàng Chiêm Thành, tháng 9 âm lịch năm 1381 bị Phế Đế giết